# Phare de Sibuyan
Le phare de Sibuyan est un phare situé à Cauit Point sur l'île Sibuyan, appartenant à la municipalité de San Fernando, dans la province de Romblon aux Philippines. 
Ce phare géré par le Maritime Safety Services Command (MSSC), service de la Garde côtière des Philippines (Philippine Coast Guard).

## Description
Ce phare récent, mis en service en 1994, est une tour octogonale blanche en aluminium de 25 m, avec galerie et lanterne. Il est localisé près d'Azagra, barangay de San Fernando, à l'extrémité sud de l'île.
Il émet, à une hauteur focale de 45 m, deux éclats blancs toutes les 5 secondes. Sa portée n'est pas connue.
Identifiant : ARLHS : PHI-019 ; PCG-.... - Amirauté : F2512 - NGA : 14596 .
|                                   |
| Localisation de Sibuyan (Romblon) |

### Lien connexe
- Liste des phares aux Philippines